# James Kendrick Williams
James Kendrick Williams (Athertonville, 5 settembre 1936) è un vescovo cattolico statunitense, dall'11 giugno 2002 vescovo emerito di Lexington.

## Biografia
Monsignor James Kendrick Williams è nato a Athertonville il 5 settembre 1936.

### Formazione e ministero sacerdotale
Il 25 maggio 1963 fu ordinato presbitero per l'arcidiocesi di Louisville. In seguito fu vicario parrocchiale della parrocchia di Santa Rita a Louisville dal 1963 al 1965, vicario parrocchiale della parrocchia di Santa Rita a Louisville dal 1963 al 1965, vicario parrocchiale della parrocchia di Santa Caterina a New Haven dal 1965 al 1971, rettore della missione di Icetown dal 1965 al 1971, cappellano della casa madre e noviziato delle Suore della carità di Nazareth a Bardstown dal 1971 al 1978, membro del Senato dei Sacerdoti dell’arcidiocesi di Louisville dal 1976 al 1978 e dal 1979 al 1983, parroco della parrocchia di Nostra Signora a Louisville dal 1978 al 1983, membro della commissione del personale dal 1979 al 1984, direttore dello stesso dal 1981 al 1984, membro della commissione di pianificazione dal 1978 al 1984 e parroco della parrocchia della Santissima Trinità a Louisville dal 1983 al 1984.

### Ministero episcopale
Il 15 aprile 1984 papa Giovanni Paolo II lo ha nominato vescovo ausiliare di Covington e titolare di Catula. Ha ricevuto l'ordinazione episcopale il 19 giugno successivo dal vescovo di Covington William Anthony Hughes, co-consacranti l'arcivescovo metropolita di Louisville Thomas Cajetan Kelly e il vescovo emerito di Covington Richard Henry Ackerman. È stato anche vicario generale della diocesi.
Il 14 gennaio 1988 papa Giovanni Paolo II lo ha nominato vescovo di Lexington. Ha preso possesso della diocesi il 2 marzo successivo.
Monsignor Williams negli anni fu accusato di essere colpevole di diversi episodi di cattiva condotta sessuale. Fu accusato in una causa del giugno 2002 di aver abusato sessualmente di uno studente della scuola superiore di St. Catherine nel 1969. L'accusatore di Williams disse che il prete afferrò i suoi genitali e che lo aveva aggredito durante la confessione, e che gli aveva posto domande sessuali inappropriate durante precedenti confessioni. Ha detto che si è fatto avanti quando ha visto nella notizia che Williams ha detto di non essere "mai stato brutale con nessuno" nella sua vita, in risposta a un'accusa di un altro uomo.
In una causa del 2002 è stato accusato di aver molestato un chierichetto della parrocchia di Nostra Signora nel 1981. Si dice che l'abuso sia accaduto una volta, e che vide l'allora padre Williams abbracciarlo e baciarlo sulla bocca. La presunta vittima ha detto che è corso a casa dopo la messa delle 9:30 quel giorno e che lo aveva detto a suo padre e alla sua matrigna. Williams ha negato l'accusa.
Un altro uomo nel 2002 ha accusato monsignor Williams di aver fatto un'osservazione sessuale inappropriata a lui quando era uno studente dodicenne della scuola parrocchiale della Santissima Trinità di 12 anni. L'accusatore disse che si era recato da padre Williams per un consiglio e che egli lui gli ha chiesto se si fosse mai masturbato e ha poi aggiunto: "È un'esperienza meravigliosa e quando lo fai, vieni e dimmi tutto al riguardo".
Un'altra persona nel giugno del 2002 ha accusato monsignor Williams di avergli fatto richieste sessuali e che Williams "lo violentò ripetutamente sessualmente e fisicamente" nel 1986 e nel 1987. L'operaio era un giovane adulto all'epoca in questione. Il padre dell'uomo è stato il direttore della manutenzione della diocesi per 42 anni. I due uomini hanno affermato di essere stati licenziati per aver protestato verso monsignor Williams all'inizio del 2002. Il cancelliere diocesano, il reverendo Gerald Reinersman, ha negato che gli uomini fossero stati licenziati.
Il vescovo ha sempre negato le accuse rivoltegli.
L'11 giugno 2002 papa Giovanni Paolo II ha accettato la sua rinuncia al governo pastorale della diocesi. Nel dicembre successivo la diocesi di Lexington ha annunciato che monsignor Williams stava lasciando la diocesi per trasferirsi in una città dell'arcidiocesi di Louisville.

## Genealogia episcopale
La genealogia episcopale è:
- Cardinale Scipione Rebiba
- Cardinale Giulio Antonio Santori
- Cardinale Girolamo Bernerio, O.P.
- Arcivescovo Galeazzo Sanvitale
- Cardinale Ludovico Ludovisi
- Cardinale Luigi Caetani
- Cardinale Ulderico Carpegna
- Cardinale Paluzzo Paluzzi Altieri degli Albertoni
- Cardinale Gaspare Carpegna
- Cardinale Fabrizio Paolucci
- Cardinale Francesco Barberini
- Cardinale Annibale Albani
- Cardinale Federico Marcello Lante Montefeltro della Rovere
- Vescovo Charles Walmesley, O.S.B.
- Arcivescovo John Carroll, S.I.
- Vescovo Benedict Joseph Flaget, P.S.S.
- Arcivescovo Martin John Spalding
- Cardinale James Gibbons
- Vescovo Benjamin Joseph Keiley
- Arcivescovo Michael Joseph Curley
- Vescovo Michael Joseph Keyes, S.M.
- Vescovo Emmet Michael Walsh
- Vescovo James William Malone
- Vescovo William Anthony Hughes
- Vescovo James Kendrick Williams